# 鈴木順
鈴木 順（すずき じゅん、1953年7月17日 - ）は、日本のアナウンサー。
東京都文京区出身。立教高等学校（現・立教新座高等学校）・立教大学社会学部卒業。身長170cm。血液型O型。

## 略歴
- 1976年4月 - TBS（現TBSHD）に入社。
- 1990年12月2日 - 『日本人初!宇宙へ』で秋山豊寛が搭乗した「ソユーズTM-11」打ち上げの実況放送を担当。第16回 '90アノンシスト賞 グランダ・プレミオ賞を受賞[1]。
- 2013年7月31日 - TBSテレビを定年退職。その後、フリーのアナウンサーの仕事もしている。

## 人物
趣味はパソコン、スキューバダイビング、スキー、ヨット、ラジコン、モデルロケット、ギター、スターウォッチングであり、パソコンでは熱狂的なマックユーザーであり、関連イベント等では司会を務めたこともある。スキーでは、SAJ2級の腕前。スキューバダイビングでは百本以上の経験がある。ギターでは、アメリカンフォークバンドでベースを担当している。モデルロケットでは指導講師の資格を持つ。
オヤジギャグが好き。
立教高等学校の同級生にはルー大柴がいる。
フォーク歌手を経て、1976年4月、TBSにアナウンサー16期生として入社（同期には生島博・高橋進・松宮一彦）。
熱狂的な谷山浩子ファン。当日券を買って都内のライブに駆けつけたこともある。彼女のコンサートでは感想を兼ねたアンケート用紙が配布されるのが恒例となっているが、この時に提出した感想が彼女のウェブサイトに載ったこともある。
1994年10月3日早朝に生放送された、TBSの新社屋（ビッグハット）への移転を記念しての特番「ニューTBS 輝き!のスタート」において、新社屋上空のヘリコプターからコールサイン・出力・周波数のアナウンスを行った際に映像周波数に続き「音声出力50kW」とアナウンスするというNGを出してしまい（その後、「音声出力12.5kW、映像出力 50kW」と訂正）、後日『オールスター赤面申告!ハプニング大賞』において「大ハプニング大賞」を受賞したことがある。
かつてはヒゲをたくわえていた。
キャンディーズのファンでもあり、公式イベントやコピーバンドのライブなどにも頻繁に足を運ぶ。

## 出演番組

### テレビ
注記ない限りTBSテレビ
- 情報デスクToday（1983年）キャスター[1][6]
- JNNニュースの森 ナレーション[1]
- CBSドキュメント ナレーション
- ドキュメント・ナウ ナレーション
- 世界かれいどすこうぷ（1992年）司会[1][6]
- あなたにオンタイム（1993年10月 - 1994年4月）週末版[1]
- ウォッチャー ナレーション[1]
- わいわいティータイム ナレーション[1]
- JNNニュース[注釈 2]
- JNNフラッシュニュース[注釈 2] - 局アナとしての最後の出演は、2013年7月30日。
- きょう発プラス! JNNニュース ナレーション
- 白夜行第4話 ニュースキャスター 役
- 金曜ドラマ エジソンの母第2話 ナレーション
- はなまるマーケット「本上まなみの気になる金曜日」きにじいの声
- Well CGキャラ 鈴木所長の声
- 総力報道!THE NEWS ナレーション
- Nスタ水・木、全国ニュースパート ナレーション
- TBSニュースバード・JNNイブニング[注釈 2]
- TBSニュースバード「今日は何の日?」ナレーション
- 謎解き!江戸のススメ（BS-TBS）ナレーション - TBSを定年退職後も番組終了まで続投。
- 新・日本道紀行（2015年4月5日 - 2015年9月27日、BS-TBS）ナレーション
- にっぽん!歴史鑑定（2015年4月6日 - 2023年3月20日、BS-TBS）ナレーション

### ラジオ
いずれもTBSラジオ
- サンデー・オレンジハイウェイ（1984年）[1]
- 鈴木くんのこんがりトースト（1985年4月）[1][6][7]
- ザ・ヒットパレード（1987年）[1]
- 気になるワイド 鈴木順のまんなかラジオ（1991年）[1][6]
- TBSラジオ開局40周年記念 24時間スペシャル「メリークリスマスラジオ」 （1991年）
- 伊集院光 深夜の馬鹿力
- 伊集院光 日曜日の秘密基地
- 水曜JUNK 山里亮太の不毛な議論「ドゲザーしようぜ!」ナレーション
- トータルテンボスのJUNKの前に聴きたまえ!（2011年）ボスの声
- TBSラジオの時報アナウンス（2013年7月 - 2015年12月、ラジオ） - TBSを定年退職後も続投、FM補完中継局（90.5MHz）開局直前まで使用。
- 伊集院光とらじおと「俺の五つ星」ナレーション（火曜コーナー、2016年4月 - ）

## 出演映画
- この胸いっぱいの愛を（2005年）街頭ニュースナレーション